# Latvijas Televīzija
Latvijas Televīzija (česky Lotyšská televize), zkráceně LTV, je veřejnoprávní televizní společnost v Lotyšsku. Asi 60 % rozpočtu tvoří státní finance, zbývající prostředky získává ze sponzorských balíčků a vysíláním reklam. Před rokem 1991 se vysílalo v lotyštině i ruštině, poté už jen lotyšsky.

## Historie
Lotyšská televize začala vysílat 6. listopadu 1954. V roce 1974 začalo barevné vysílání. Od roku 1986 vysílá LTV ze studií na ostrově Zaķusala v Rize. Dne 1. ledna 1993 se společnost LTV stala členem Evropské vysílací unie.
LTV1 každoročně vysílá soutěž Eurovision Song Contest v Lotyšsku a LTV7 vysílá také mnoho sportovních událostí, jako jsou olympijské hry, různé zápasy lotyšské ligy a národního týmu, mistrovství světa v ledním hokeji (od roku 2018), hokejová liga a mistrovství světa ve fotbale.

## Televizní kanály
LTV1 — Národní kanál vysílá v lotyšském jazyce.
LTV7 — Veřejný kanál, 25 % obsahu se vysílá v ruštině.

## Loga

### LTV1

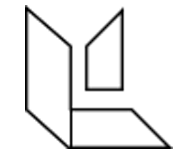
1991–1996
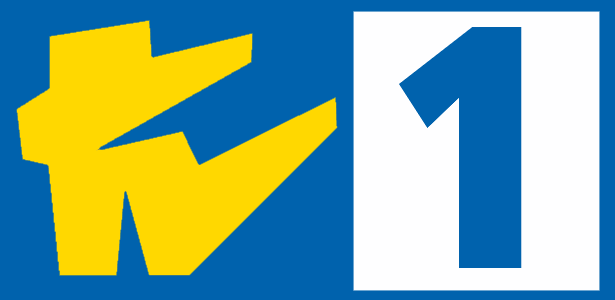
1996–2000
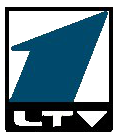
2000–2002
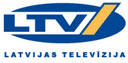
2003–2006
2006–2013
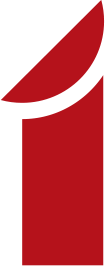
2013–2017
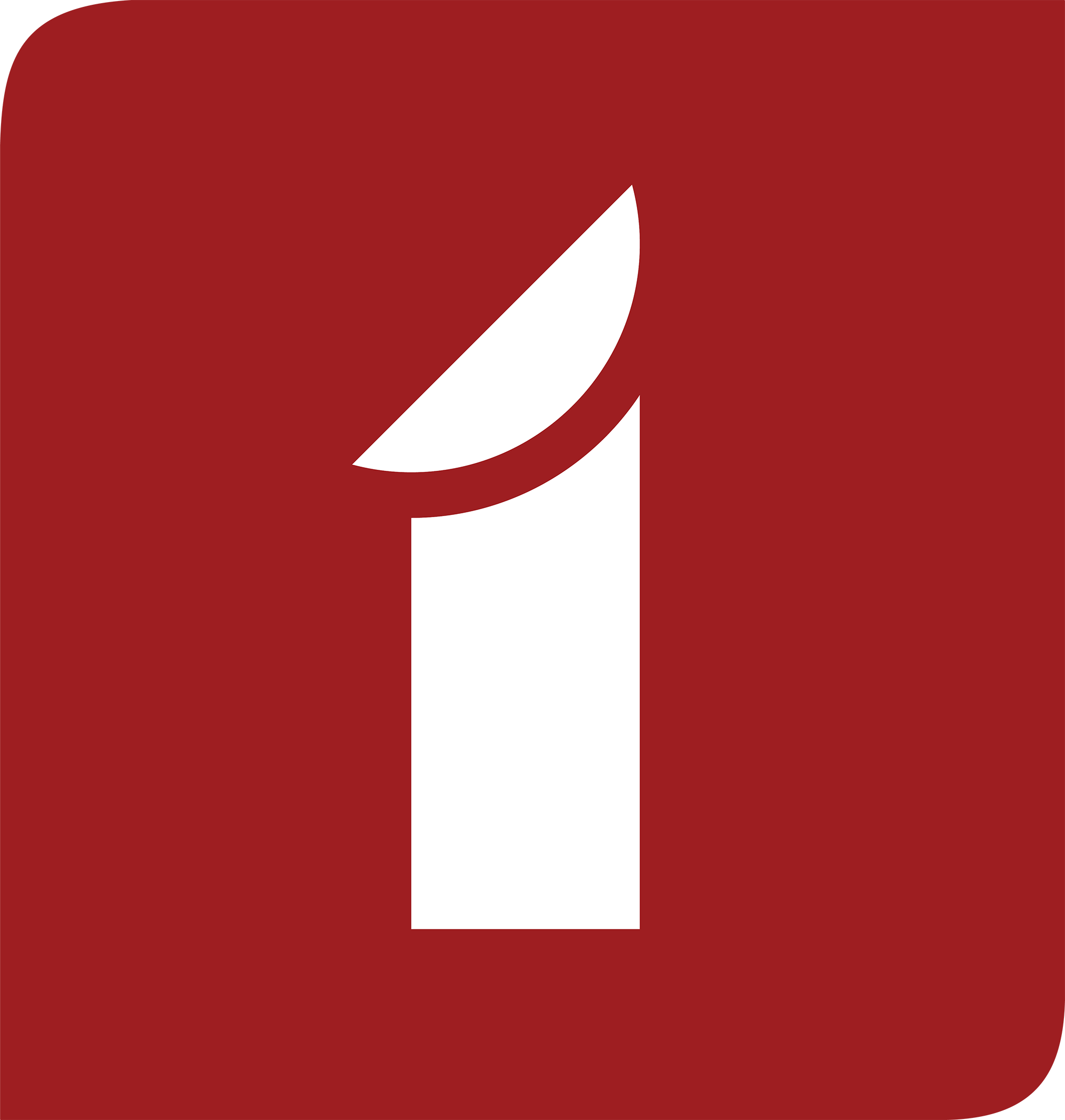
2017–2022
2022–

### LTV7 (dříve LTV2)

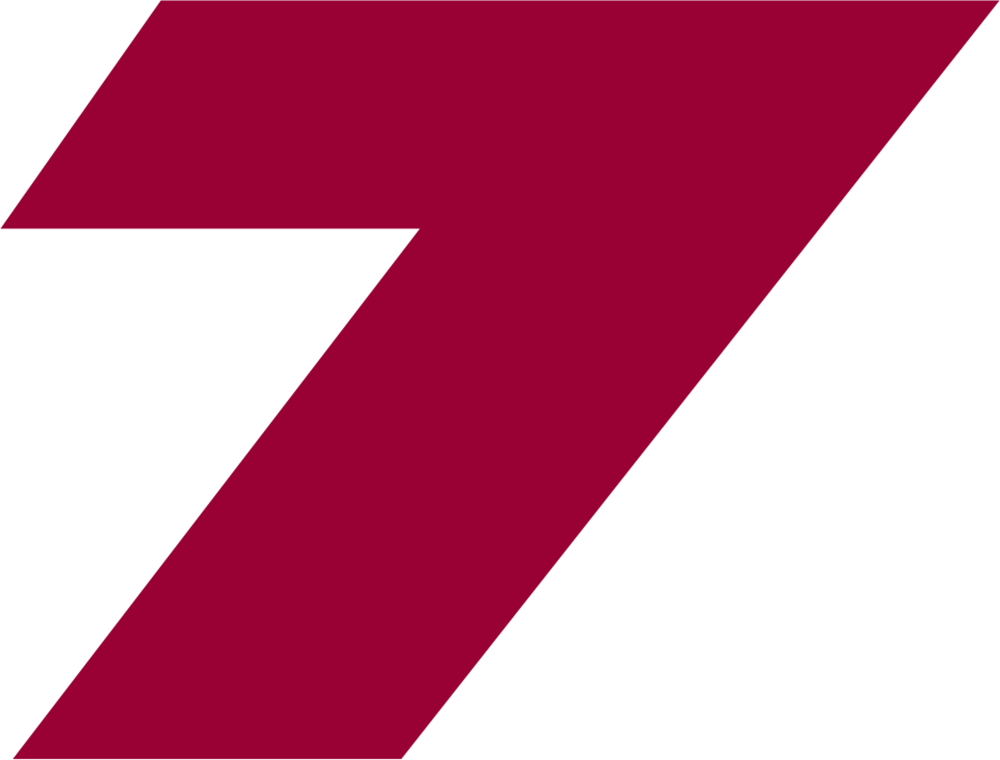
Logo LTV7 (2006–2012)
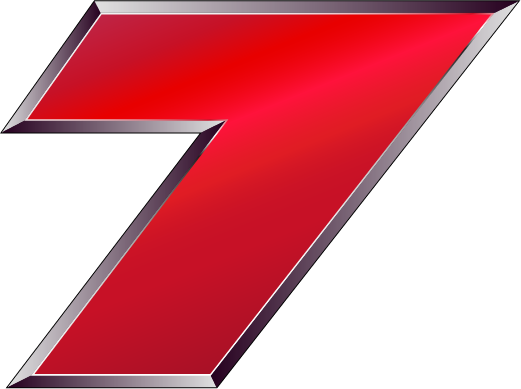
Logo LTV7 (2012–2021)
Logo LTV7 (2021–)

### Visiem LTV

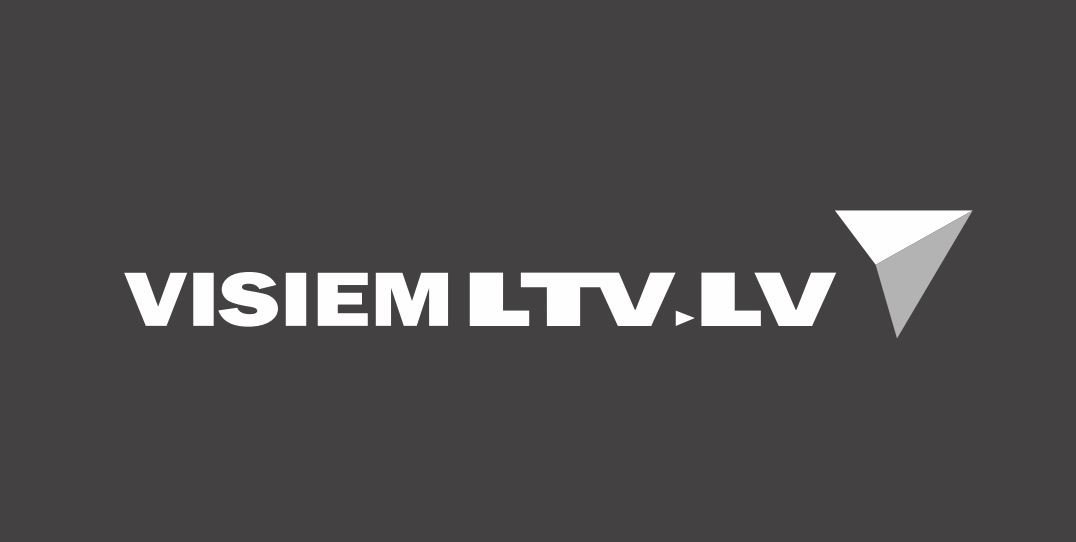
2016–